# Schwellbrunn
Schwellbrunn (toponimo tedesco) è un comune svizzero di 1 565 abitanti del Canton Appenzello Esterno.

## Storia
Il comune di Schwellbrunn è stato istituito nel 1648 per scorporo da quello di Herisau.

## Monumenti e luoghi d'interesse

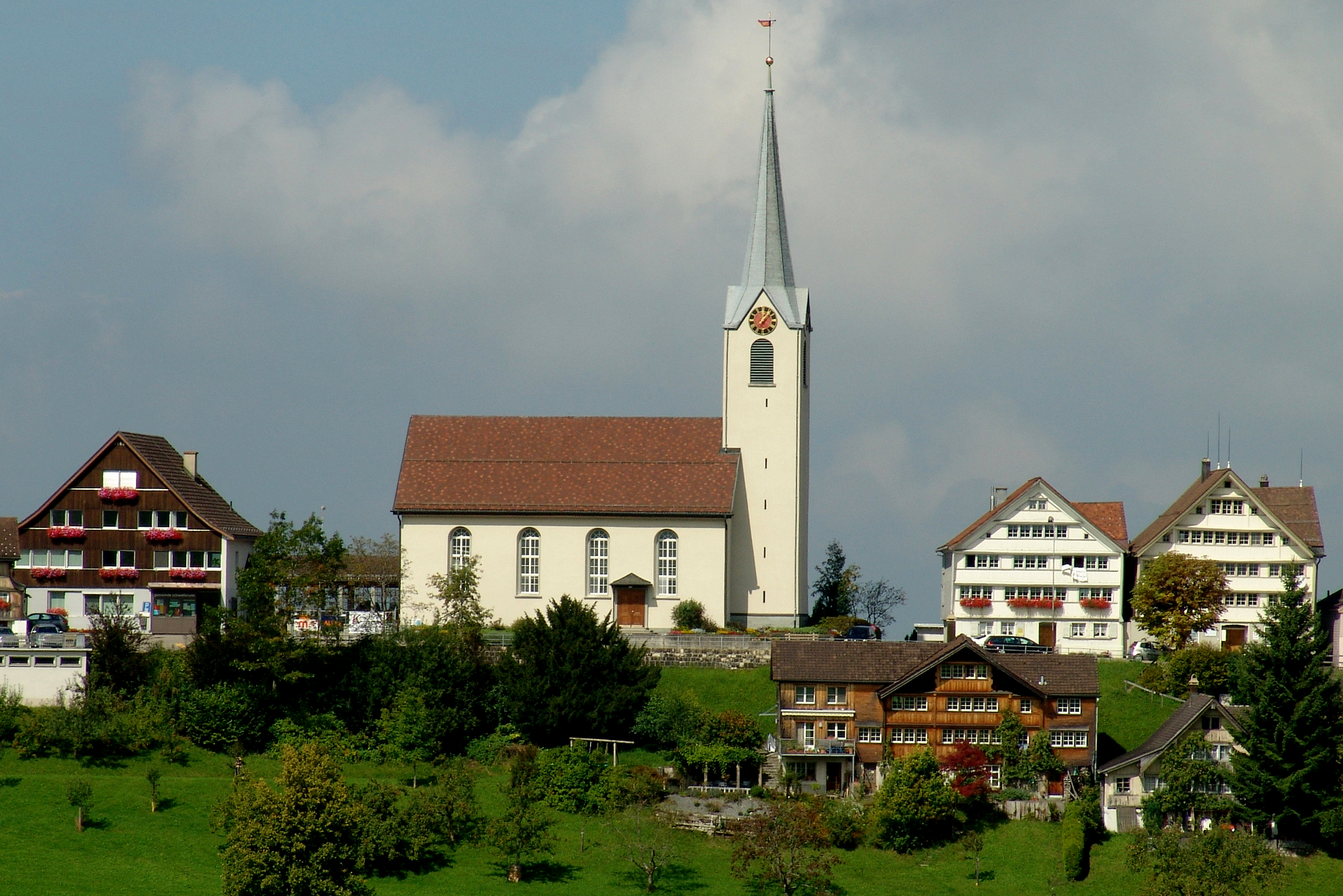
La chiesa riformata

- Chiesa riformata, eretta nel 1648[1].

## Società

### Evoluzione demografica
L'evoluzione demografica è riportata nella seguente tabella:
Abitanti censiti

## Amministrazione
Ogni famiglia originaria del luogo fa parte del cosiddetto comune patriziale e ha la responsabilità della manutenzione di ogni bene ricadente all'interno dei confini del comune.